# Porrocystis assimilis
Porrocystis assimilis är en plattmaskart som först beskrevs av Levinsen 1879, och fick sitt nu gällande namn av Tor Karling 1952. Porrocystis assimilis ingår i släktet Porrocystis och familjen Polycystididae. Inga underarter finns listade i Catalogue of Life.